# 戈庫爾·納特桑
戈庫爾·加內什·納特桑（1994年5月20日—）為印度裔美國男子籃球運動員，場上位置為得分后卫，納特桑的父親在1980年代到美國攻讀碩士學位，父母親在1990年從印度泰米爾納德邦塞勒姆縣移民至美國加利福尼亞州聖塔克拉拉，納特桑的姐姐出生在印度，納特桑則出生在美國，納特桑五歲時開始打籃球，自Cupertino High School畢業後進入科羅拉多礦業學院就讀，納特桑花費三年時間完成计算机科学學士學位，2017年在NBA G聯盟選秀會上被坎頓劍客選中。2021年8月納特桑加盟禾巴卡馬卡。2022年9月加盟BKM Lučenec。2022年11月加盟布加勒斯特星。2023年2月3日，納特桑加盟P. LEAGUE+高雄17直播鋼鐵人，中文登錄名使用「悟空」。2月11日，納特桑PLG初登板繳出12分、4籃板的表現。2022-23賽季納特桑的場均表現為16.6分、3.5助攻、2.2次抄截。9月1日，鋼鐵人宣布與納特桑完成續約。12月14日，鋼鐵人宣布納特桑因個人因素離隊，納特桑2023-24賽季出賽三場，場均上場25分鐘，可攻下14.6分、3.6助攻。2024年4月8日，納特桑加盟首都斯巴達。

## 生涯數據

### P. LEAGUE+
例行賽
| 賽季    | 球隊             | GP | MPG   | 2P%    | 3P%    | FT%    | RPG  | APG  | SPG  | BPG  | PPG   |
| ------- | ---------------- | -- | ----- | ------ | ------ | ------ | ---- | ---- | ---- | ---- | ----- |
| 2022–23 | 高雄17直播鋼鐵人 | 14 | 29:23 | 56.58% | 40.22% | 70.59% | 3.93 | 3.50 | 2.21 | 0.50 | 16.64 |

## 外部連結
- 戈庫爾·納特桑在fiba.basketball（英语）
- 戈庫爾·納特桑在P. LEAGUE+
- 戈庫爾·納特桑在Eurobasket.com（球員）（英语）
- 戈庫爾·納特桑在RealGM（英语）
- 戈庫爾·納特桑在Proballers（英语）